# Kielisznik zaroślowy
Kielisznik zaroślowy (Calystegia sepium (L.) R.Br.) – gatunek rośliny należący do rodziny powojowatych (Convolvulaceae). Gatunek kosmopolityczny, poza Antarktydą spotykany jest na wszystkich kontynentach. W Europie występuje na całym obszarze z wyjątkiem jej północnych krańców. W Polsce jest pospolity. Występuje zarówno na niżu, jak i w niższych położeniach górskich. Jest rośliną bardzo zmienną – wyróżnia się liczne podgatunki i formy. Rośnie w miejscach wilgotnych i żyznych. W uprawach na takich siedliskach bywa uciążliwym chwastem. Roślina w ograniczonym stopniu wykorzystywana była jako lecznicza. Jest trująca dla ludzi, bydła i świń.

## Rozmieszczenie geograficzne
Zwarty zasięg gatunku obejmuje niemal całą Europę bez jej krańców północnych (północnej Skandynawii, Islandii, północnej części Niziny Wschodnioeuropejskiej). Przekracza Ural i obejmuje zachodnią część Syberii. Na rozrzuconych obszarach kielisznik spotykany jest po góry Azji Centralnej i południowe brzegi Morza Kaspijskiego. Ma nieliczne stanowiska w Azji Mniejszej, na Cyprze i Krecie. Rośnie w północno-zachodniej Afryce na wybrzeżach i w górach od Tunezji po Maroko. Brak go na Wyspach Kanaryjskich, ale jest obecny na Maderze i Azorach. Występuje na rozległych obszarach Ameryki Północnej, na południu sięgając po Florydę, Teksas i Kalifornię, a na północy po Nową Fundlandię, Zatokę Jamesa i Kolumbię Brytyjską. W Azji wschodniej rośnie od Chin poprzez Koreę i Wyspy Japońskie po Kuryle i Kraj Chabarowski, poza tym podawany z Jawy. Na półkuli południowej rośnie w Afryce Południowej (Kraj Przylądkowy), na Nowej Zelandii i w Australii oraz w Ameryce Południowej (Argentyna i Chile). 
W całej Polsce jest gatunkiem pospolitym (+4 w 5-stopniowej skali).
Na obszarach górskich w warunkach Europy Środkowej sięga do piętra pogórza, do ok. 500–700 m n.p.m.

## Morfologia

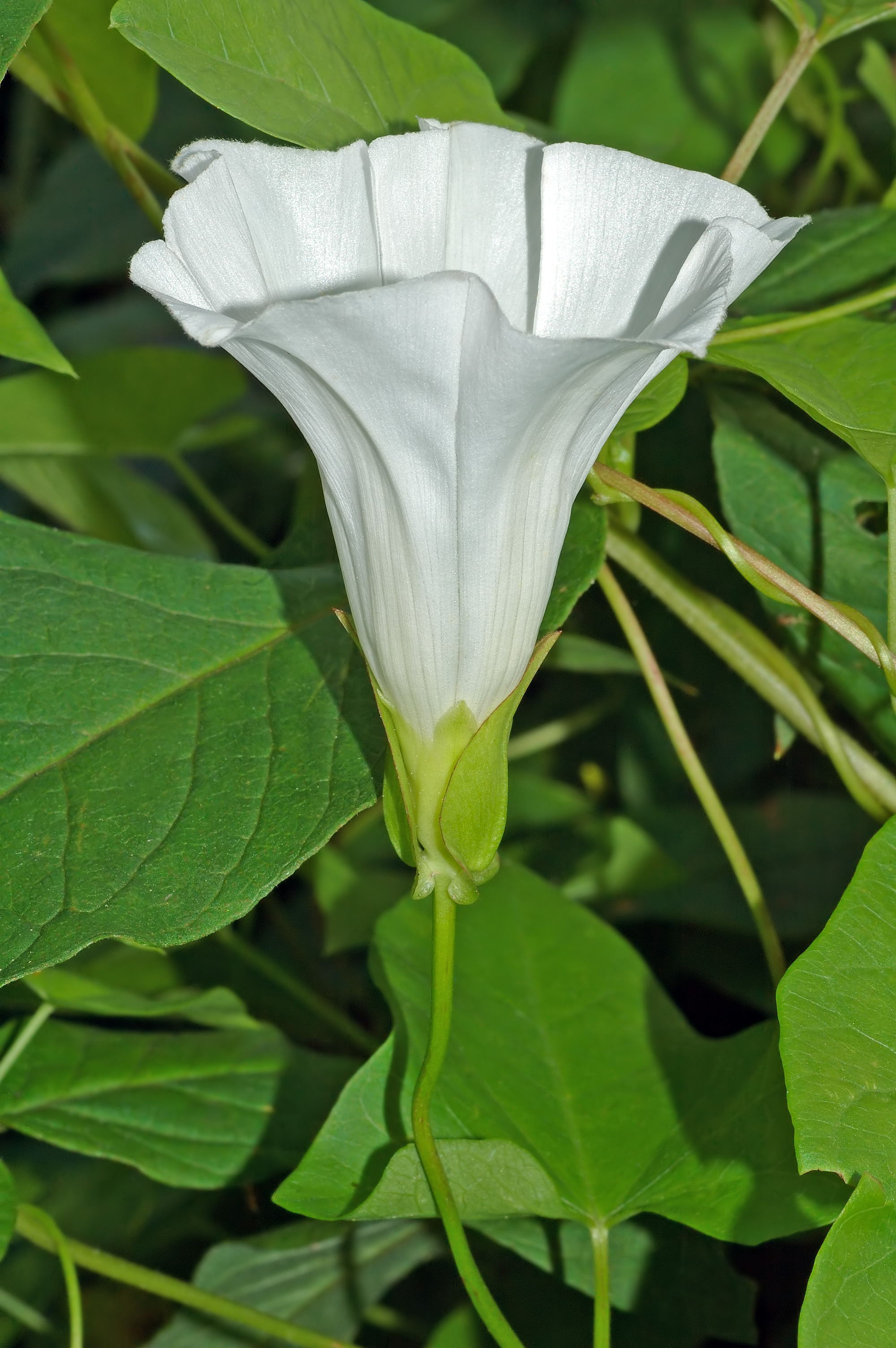
Długoszypułkowy kwiat z podkwiatkami

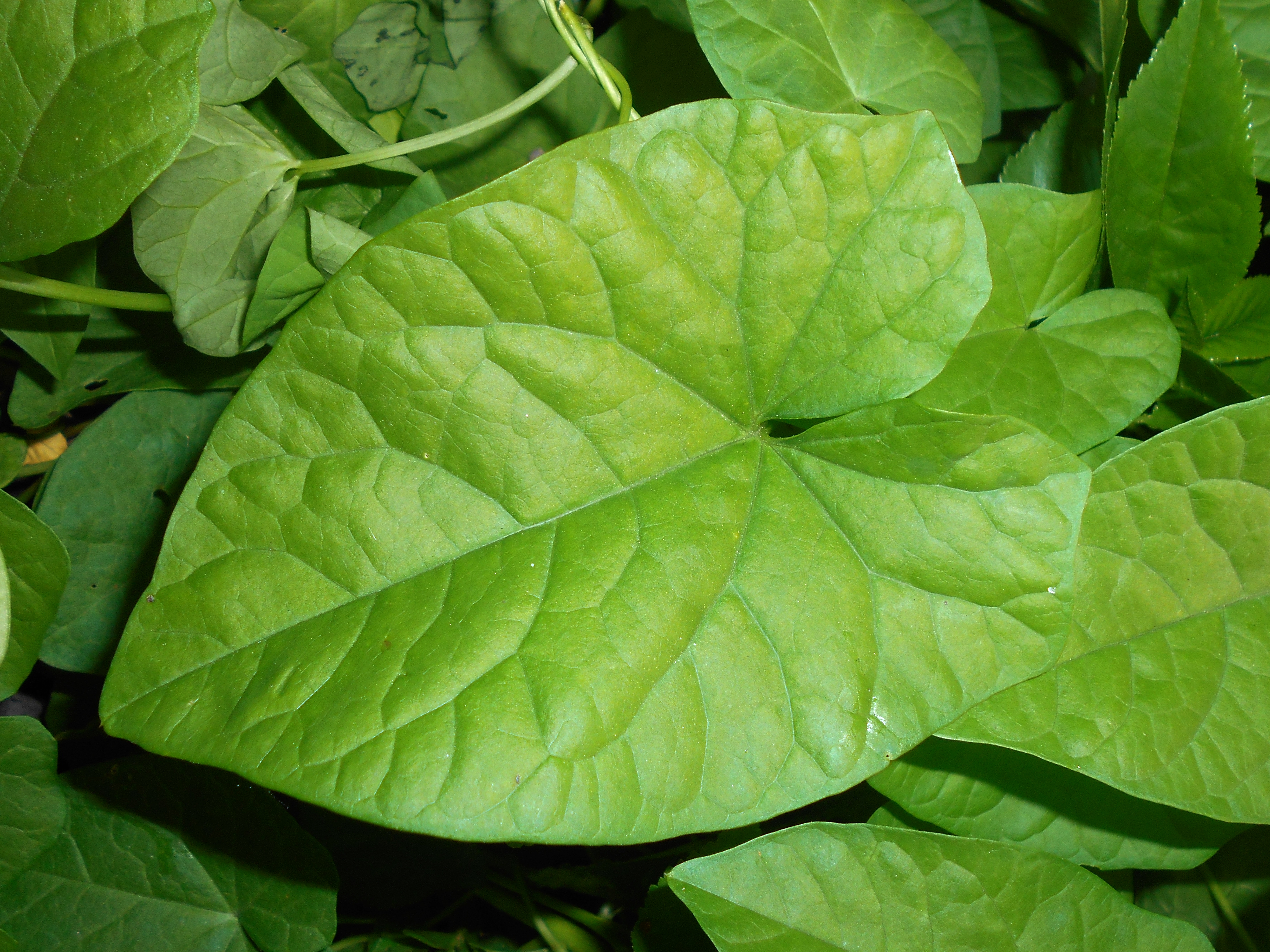
Liść

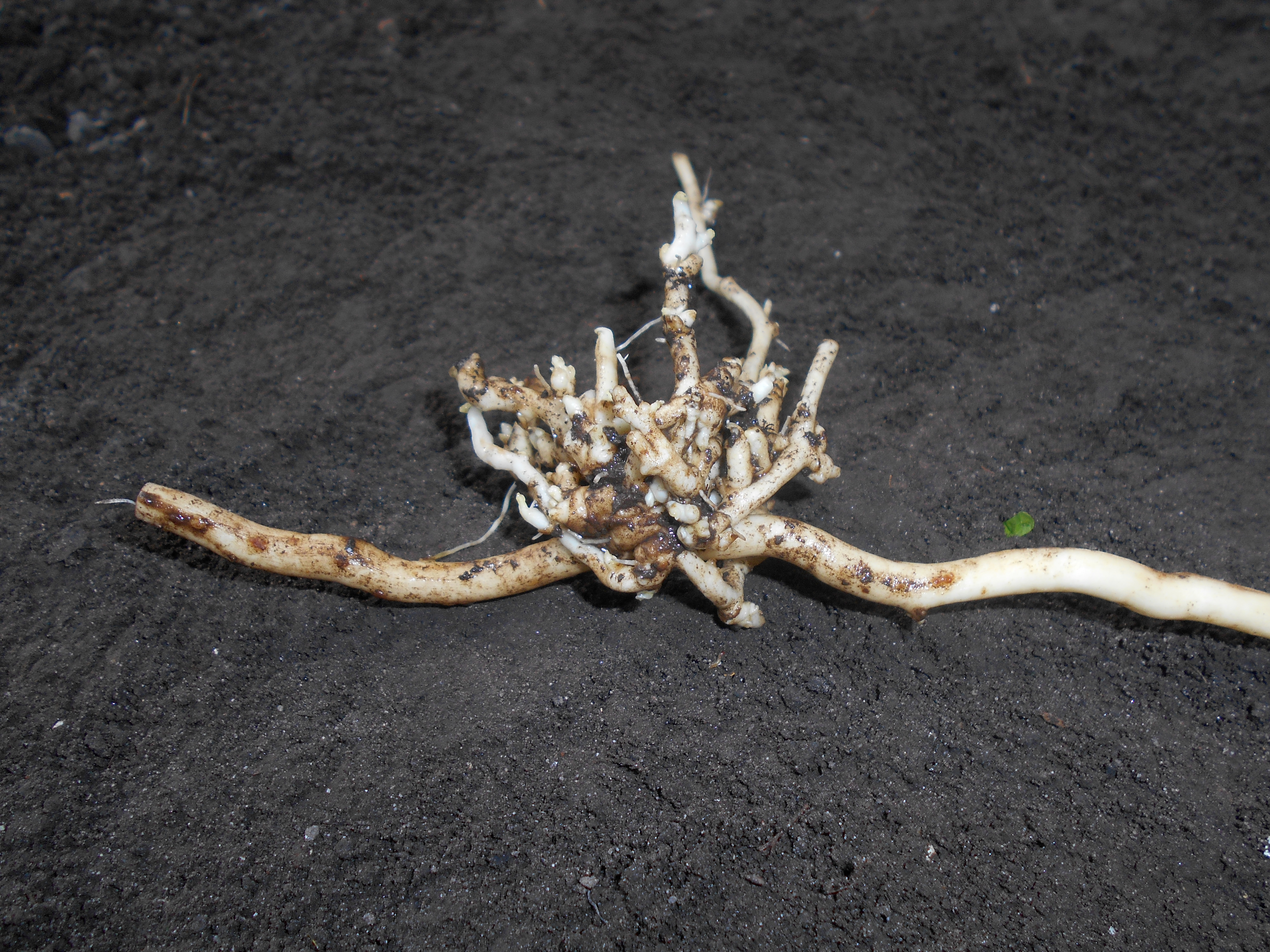
Fragment kłącza kielisznika

Organy podziemneDługie i mięsiste, do 5 mm średnicy, jasne kłącza, na przekroju obłe, sięgające do 2 m głębokości. Korzenie wyrastają w węzłach, są włókniste, długie do kilku metrów i rozgałęzione.
ŁodygaNaga, tępo kanciasta, ze zbiegającymi listewkami, wijąca się, lewoskrętna (przeciwnie do ruchu wskazówek zegara – inaczej niż większość pnączy) o długości zwykle do 3 m, ale osiągająca według niektórych autorów do 7–8 m. Jest pojedyncza, tylko w wierzchołkowej części rozgałęziona.
LiścieSkrętoległe i pojedyncze, bez przylistków. Blaszka duża – do 8 cm długa i 5 cm szeroka, ogonki do 6 cm długości. Blaszka podłużnie trójkątna z głęboką, V-kształtną nasadą, całobrzega, czasem tylko na klapach przynasadowych występuje jeden lub dwa ząbki. Na końcach blaszka jest zwykle długo wyciągnięta, rzadziej tępa, niemal zawsze jednak z drobnym, ostrym kończykiem.
KwiatyBezwonne, wyrastają pojedynczo w kątach liści na długich, czworobocznych szypułkach. Pod kwiatem znajdują się dwa sercowate podkwiatki o nie zachodzących na siebie brzegach, o grzbiecie nieco wygiętym, ale nie dętym, zaostrzone i zakończone małym kończykiem. Podkwiatki siedzą na szypułce tuż pod pięcioma działkami kielicha, od których są dwukrotnie dłuższe. Zarówno podkwiatki, jak działki kielicha są nagie. Działki mają kształt jajowato-lancetowaty. Korona kwiatu biała (w przypadku podgatunku typowego), rzadko różowa, lejkowata lub prawie kolista, zrosłopłatkowa, o średnicy do 4,5 cm i długości do 6 cm. Nitki pięciu pręcików spłaszczone i na brzegu gruczołowate o długości 15–30 mm, pylniki o długości 4–6,5 mm. Słupek górny, u nasady otoczony pięcioklapowym dyskiem wydzielającym nektar. Jego szyjka przewyższa nieco pręciki i zakończona jest dwuklapowym znamieniem o łatkach spłaszczonych, wąsko jajowatych.
OwocJajowata torebka o długości 7–12 mm zwieńczona kończykiem, pękająca dwiema klapami. W górze z jedną komorą, w dole rozdzielona jest na dwie części. Zawiera cztery jajowate, czarne, kanciaste i szorstkie nasiona o długości do 5 mm. Średnia masa 1000 nasion wynosi 28,2 g.

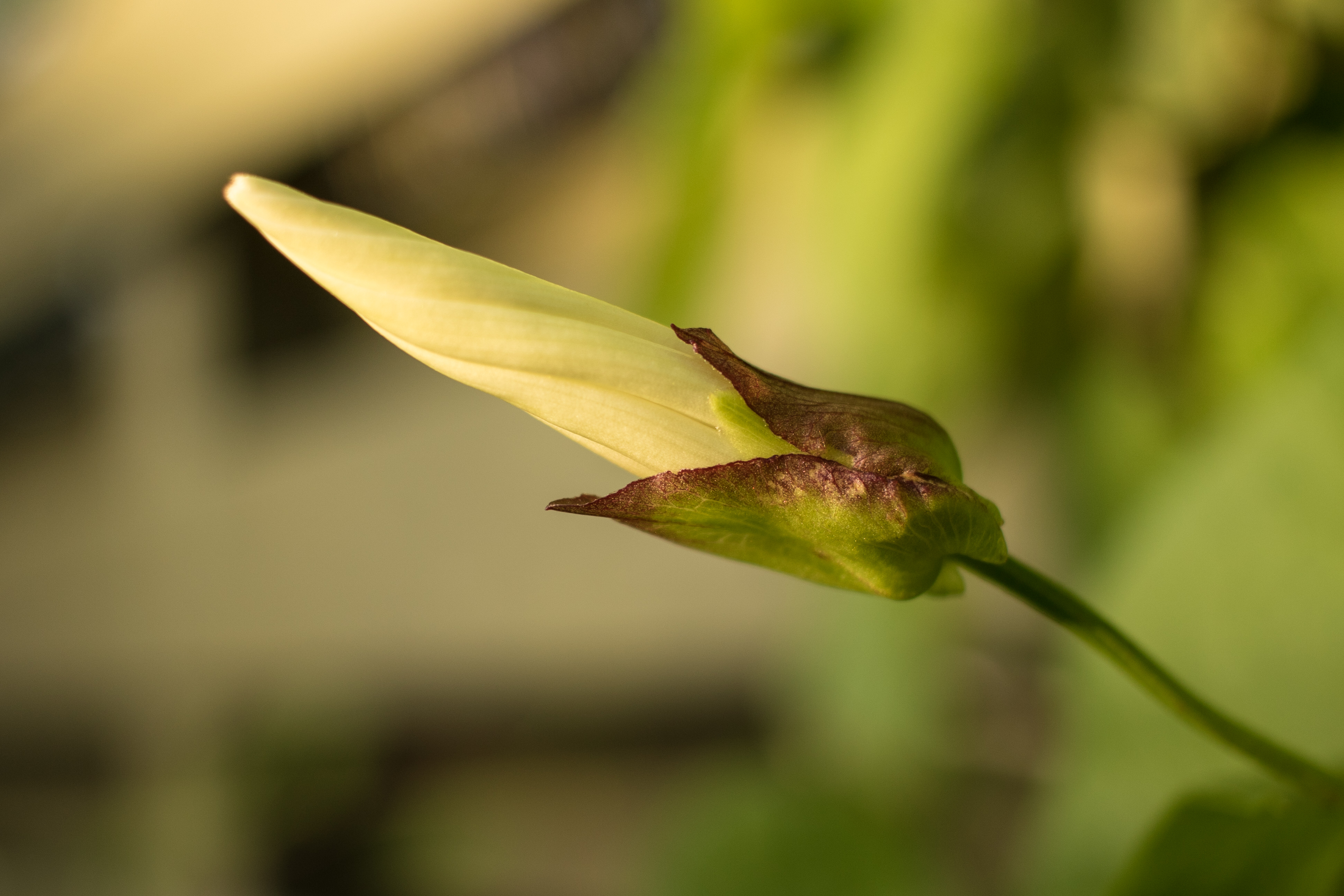
Skręcony kwiat w pąku
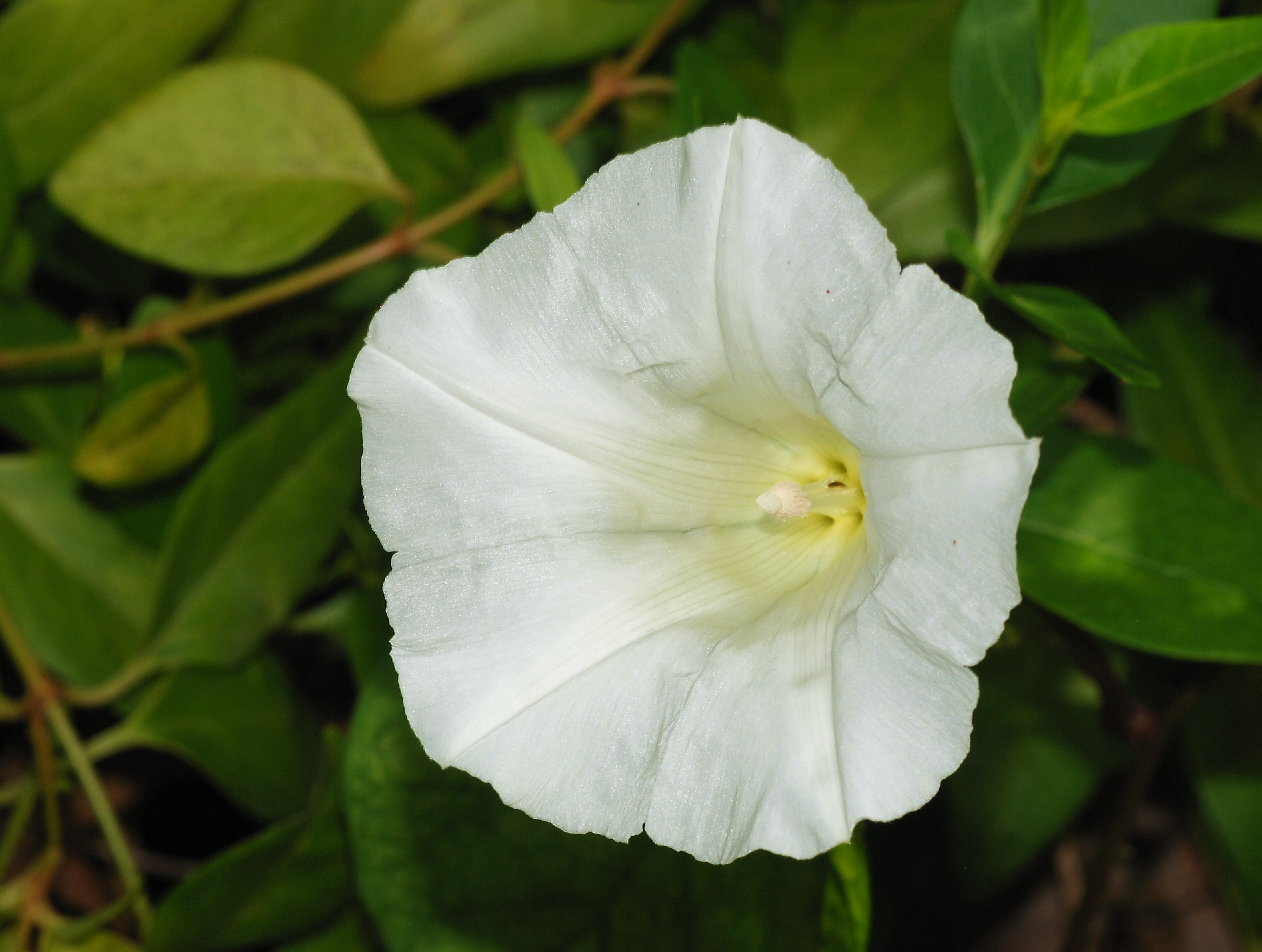
Kwiat
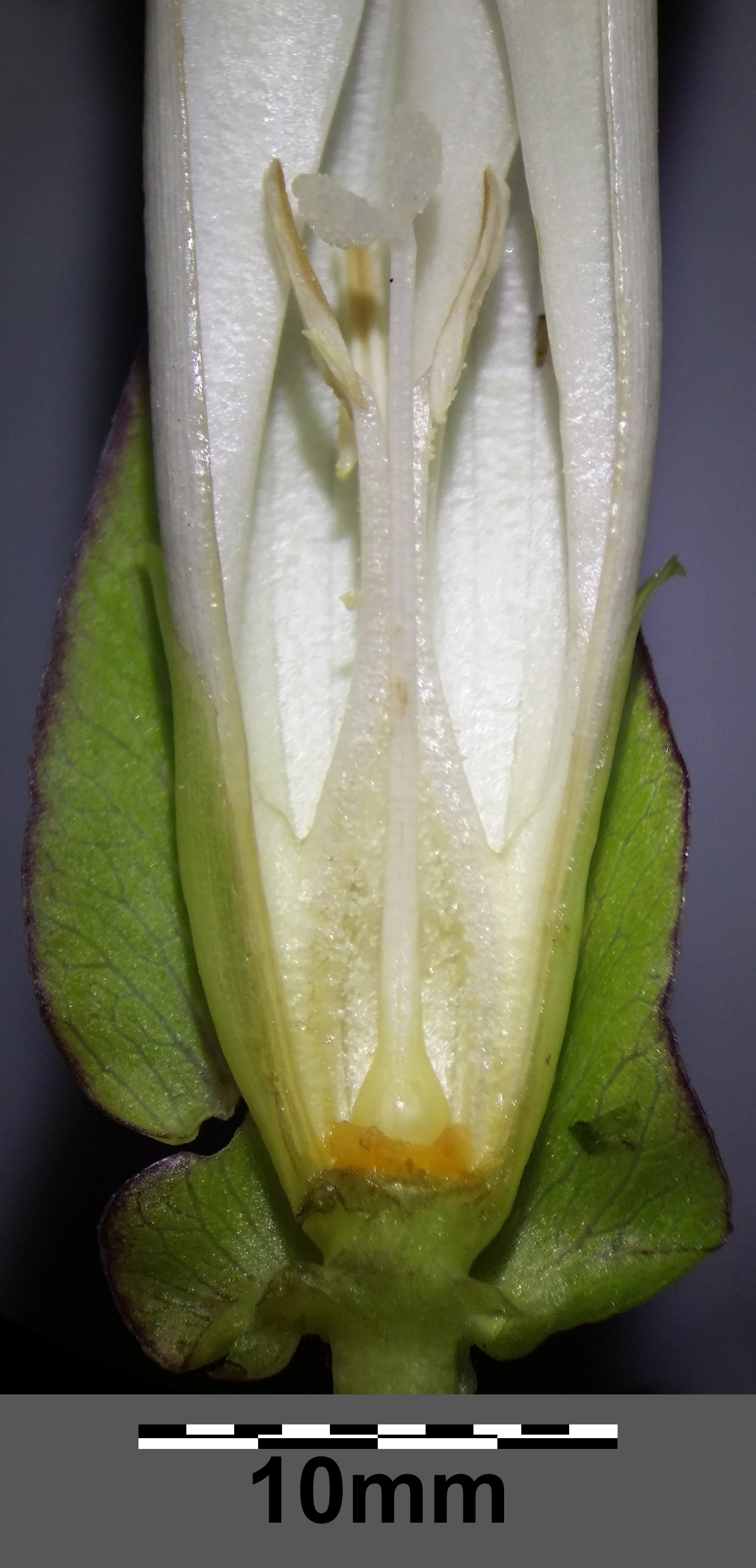
Przekrój kwiatu
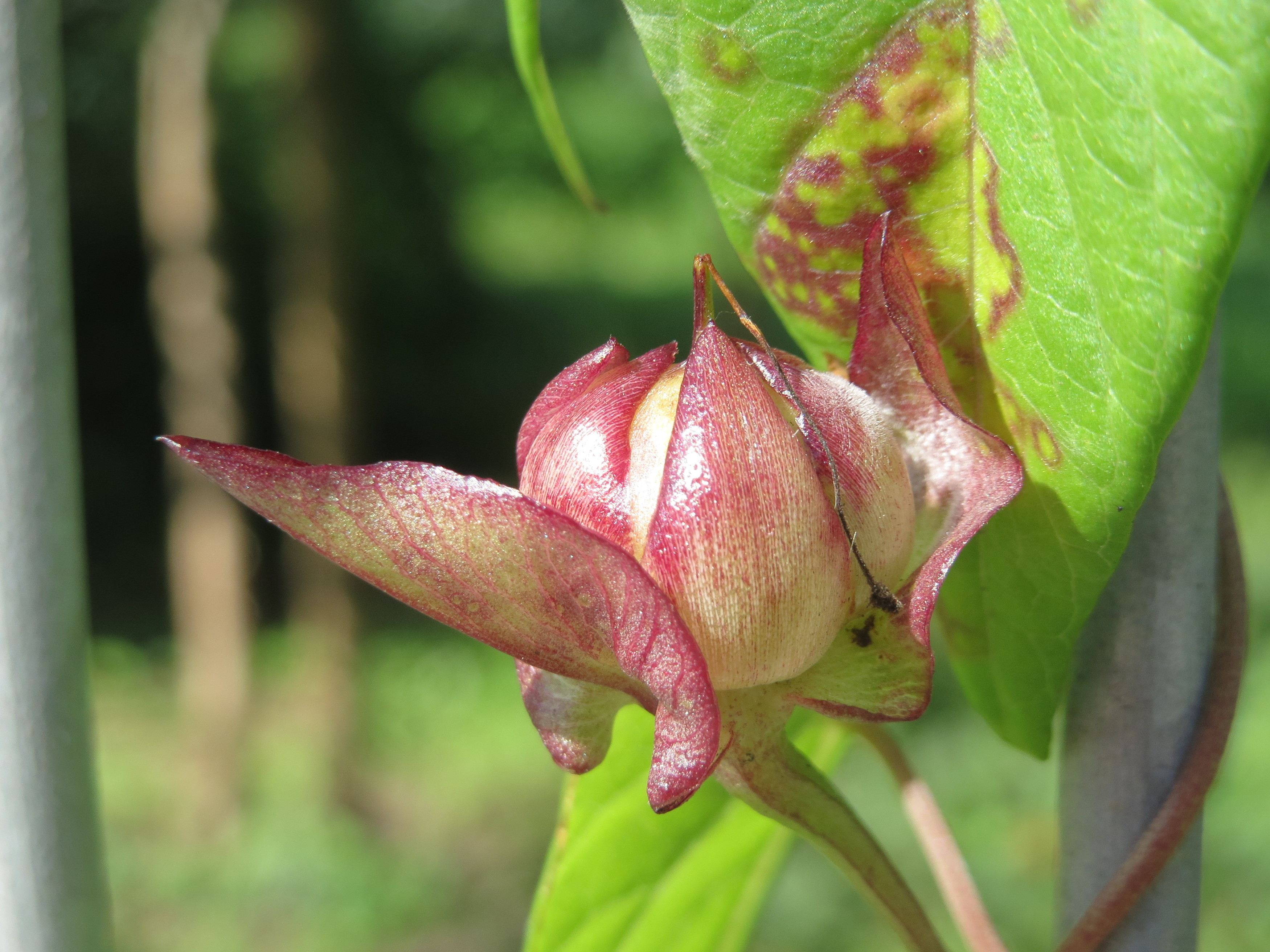
Owoc
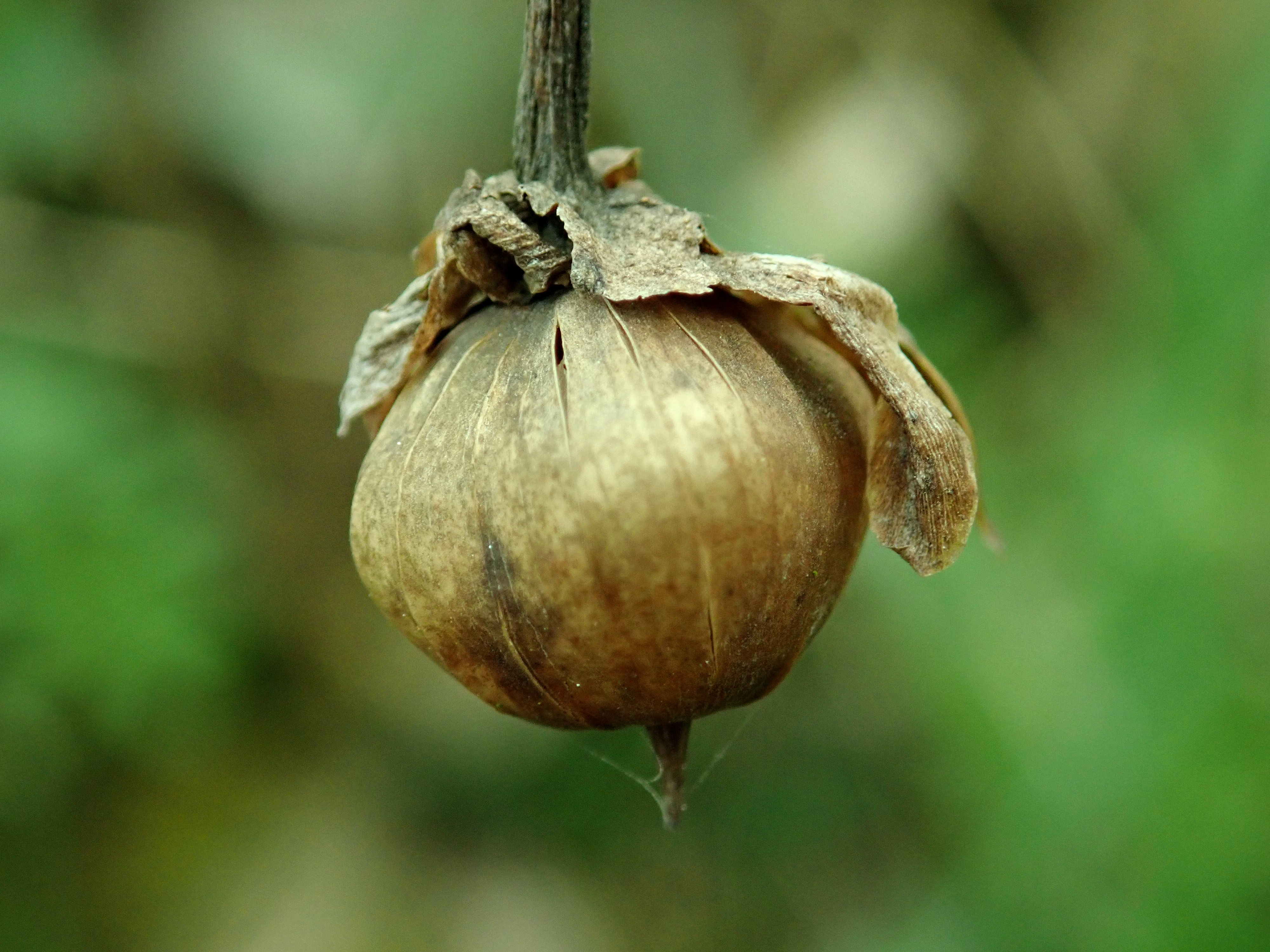
Dojrzały owoc
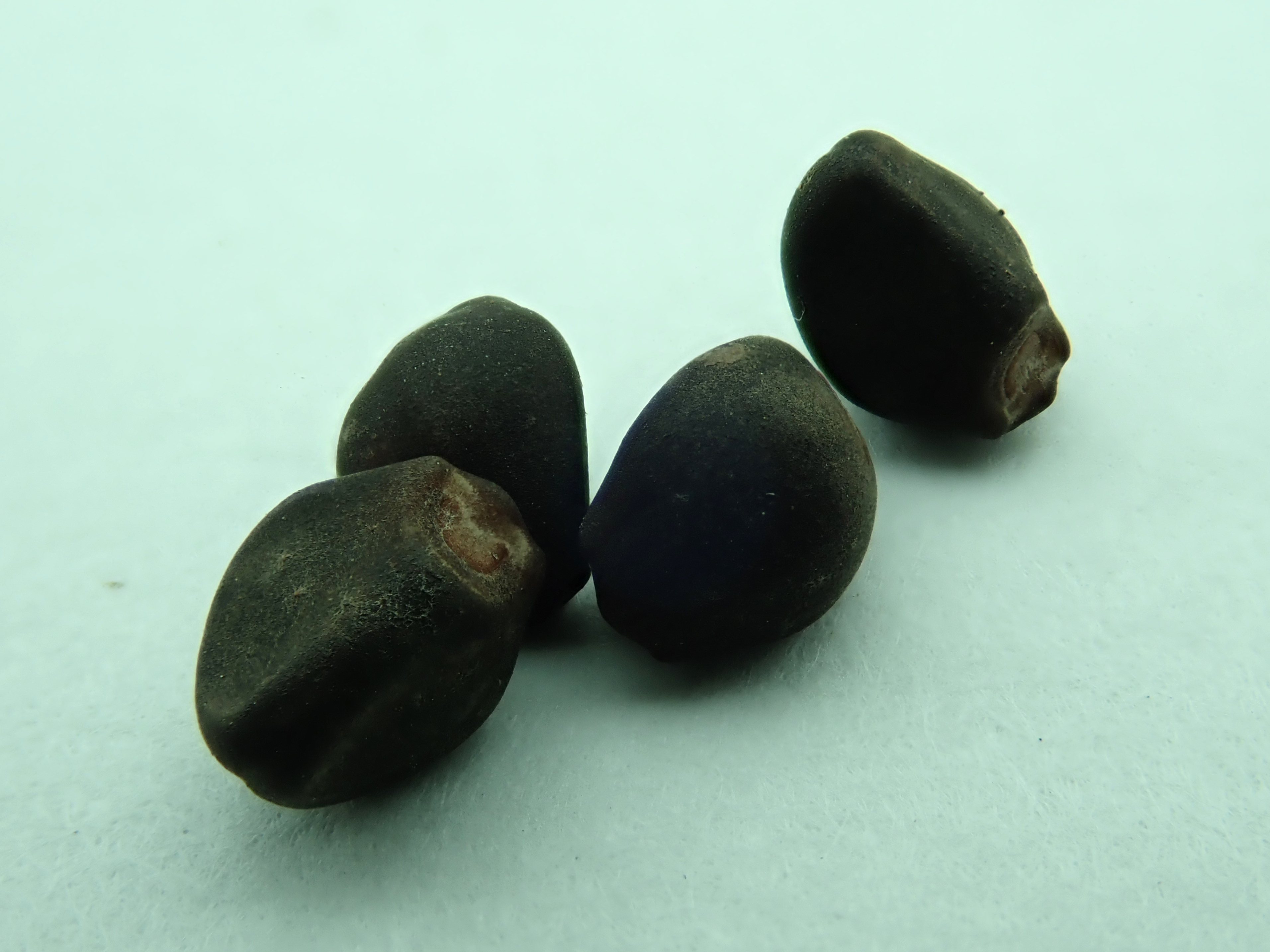
Nasiona z jednego owocu

Gatunki podobneKielisznik leśny C. silvatica (występuje w południowej Europie, poza tym jest zawlekany, wyróżniony dopiero w 1948) ma blaszkę z wcięciem u nasady zaokrąglonym. Jego podkwiatki są dęte, tępo zakończone i wyraźnie zachodzą na siebie, podczas gdy u kielisznika zaroślowego zachodzą one na siebie tylko u nasady.
Kielisznik zaroślowy bywa też mylony z powojem polnym, który rośnie zwykle w miejscach suchych, jest mniejszy (pędy do 1 m długości), kwiaty jego mają do 3 cm długości i pachną, a podkwiatki są drobne i oddalone od kielicha.

## Biologia
Liczba chromosomów 2n = 22.

### Rozwój i rozprzestrzenianie

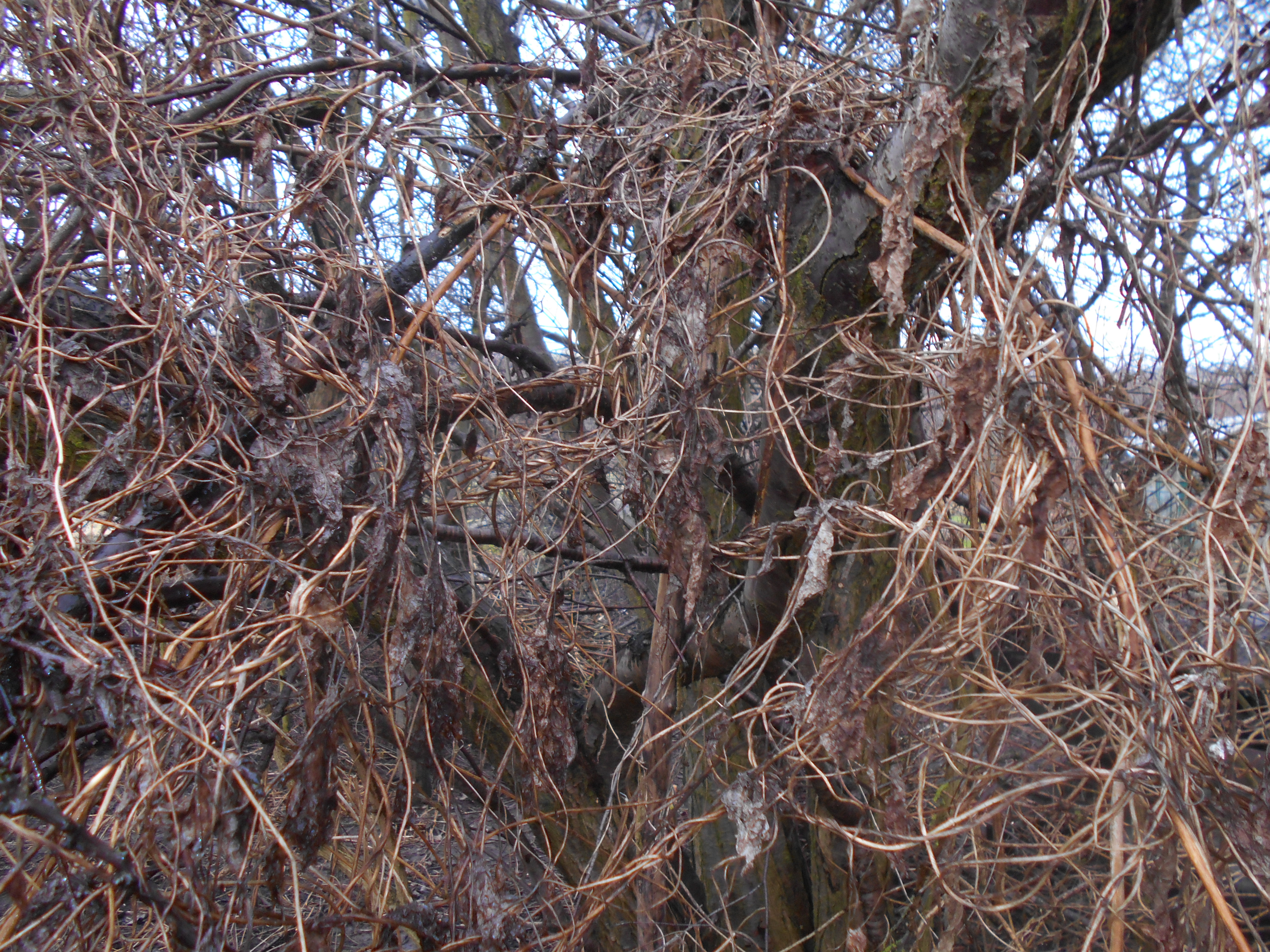
Jesienią pędy kielisznika zamierają

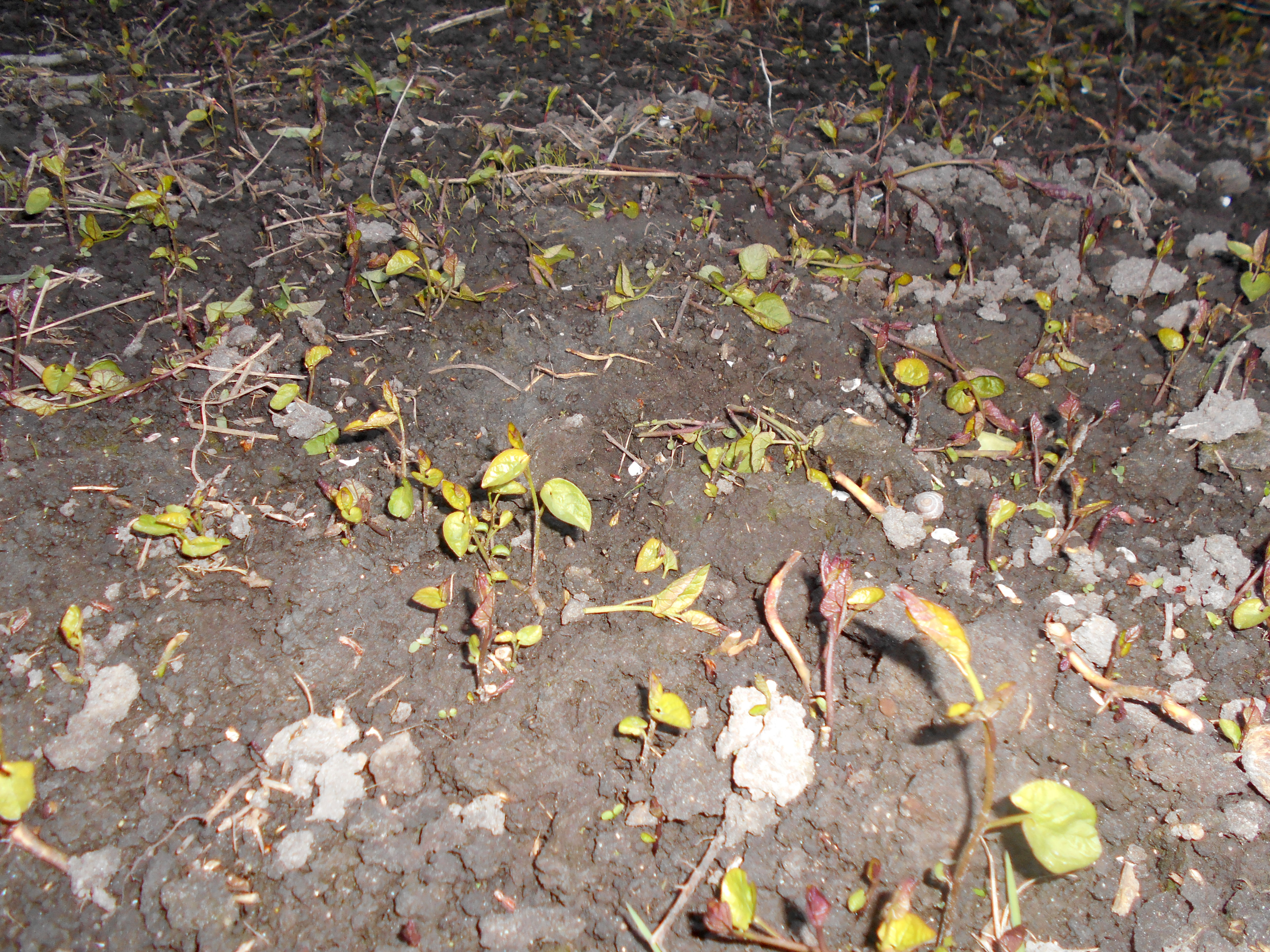
Rozwijające się pędy nadziemne w końcu kwietnia

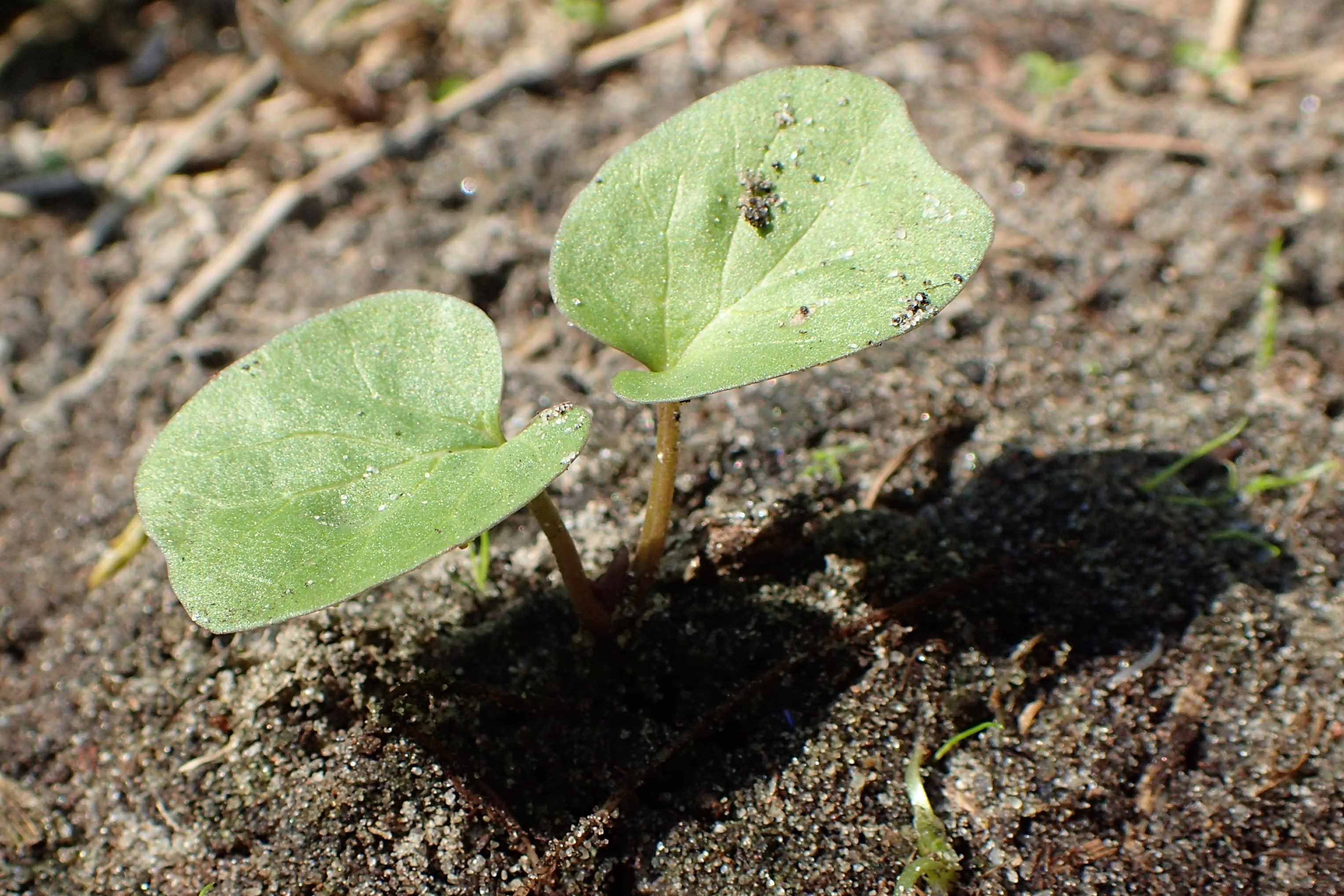
Siewka

Bylina, hemikryptofit. Na badanych stanowiskach większość biomasy okazywała się należeć do klonalnie rozrośniętej jednej rośliny. W ciągu doby przyrost kłącza na długość może sięgnąć 15 cm, a w skali całego sezonu wegetacyjnego – kilka metrów. Pęd nadziemny potrafi mieć przyrost dobowy na długość sięgający 20 cm. Rozwój pędów nadziemnych z pąków na kłączach następuje w kwietniu, ale szczyt osiąga w maju. Rośliny mogą wytwarzać nowe pędy do września, a w fazę spoczynku kłącza wchodzą w listopadzie. Do tego czasu pędy nadziemne zamierają. Zapasy skrobi z kłączy zużywane są przez rozwijające się pędy do połowy czerwca. Później następuje okres ponownej akumulacji substancji zapasowych w kłączach skutkując maksimum w październiku i listopadzie (osiągając odpowiednio o 11–12% i 18–21% więcej zapasów, w stosunku do dostępnych wiosną).
KwitnienieTrwa od czerwca do września. Kwiaty są owadopylne. Ponieważ są bezwonne – są niezbyt atrakcyjne dla owadów dziennych, ale po zmierzchu przywabiają owady silnie kontrastującą bielą na tle ciemnej zieleni. Zapylane są po zmroku przez zawisakowate, w tym przez zawisaka powojowca, a za dnia przez pszczołowate i muchówki (m.in. z rodzajów Rhingia i Empis). Nagrodą dla owadów jest pyłek i nektar. Owady sięgające po nektar wydzielany u nasady słupka muszą mijać spłaszczone nitki pręcików, przez co zmuszone są do pięciokrotnego sięgania do miodnika (stąd kwiaty tego gatunku nazywane bywają „rewolwerowymi”). Kwiaty mogą ulec samozapyleniu, jednak wymagają do tego także udziału owada. Uznaje się, że samopylność wyewoluowała ze względu na duży udział zapyleń sąsiedzkich (geitonogamia), czyli pyłkiem z kwiatów tej samej rośliny, porastającej znaczny obszar ze względu na rozrastanie się klonalne. Kwiaty kielisznika zamykają się podczas dni pochmurnych i deszczowych.
Rozprzestrzenianie sięDiaspory przenoszone są barochorycznie lub przez wodę – wyróżniają się bardzo długą pływalnością – owoce tego gatunku unoszą się na powierzchni do 33 miesięcy. Nasiona cechują się długotrwałym zachowywaniem zdolności do kiełkowania tworząc trwały glebowy bank nasion. Kiełkować mogą po 10 latach spędzonych w glebie, a w jednym z eksperymentów skiełkowały także po 39 latach. Zachowują w pełni zdolność do kiełkowania po wyschnięciu i po ekspozycji na niskie temperatury (do -20 °C). Podstawową rolę w rozprzestrzenianiu tego gatunku odgrywać ma jednak rozmnażanie wegetatywne – fragmentacja kłączy podczas naruszania i przemieszczania gruntu oraz przenoszenie ich fragmentów przez wody wezbraniowe. Rośliny z powodzeniem odrastają z fragmentów kłączy o długości 5 cm.
SiewkiMłode siewki w populacjach są rzadko obserwowane. Pojawiają się latem (z nasion zeszłorocznych i starszych) lub jesienią (z nasion z danego roku). Hipokotyl osiąga do 1,5 cm długości, jest nagi i zielny, nieco drewniejący. Dwa liścienie mają nagie ogonki osiągające do 2 cm długości, z nieco pochwiastą nasadą obejmującą śpiące pączki boczne. Blaszka liścieni jest w zarysie kwadratowa, wcięta na szczycie i u nasady, o długości do 2 cm, naga z wyjątkiem brzegu, który jest szczeciniasto owłosiony. Epikotyl jest brodawkowaty, do 3 cm długości. Pierwsze liście wyrastają skrętolegle, na brodawkowatych ogonkach o długości ok. 1 cm, mają blaszkę jajowatą, sercowato wyciętą u nasady, o długości do 2 cm. Blaszka jest naga z wyjątkiem orzęsionego brzegu, na szczycie zaokrąglona. Młode rośliny po osiągnięciu 20 cm długości wytwarzają kłącza.

### Właściwości fitochemiczne
Roślina z sokiem mlecznym. Kłącza zawierają skrobię.
Roślina trującaŻywica zawarta zwłaszcza w organach podziemnych, w mniejszym stopniu w zielu, działa silnie przeczyszczająco. Przy zatruciu mogą wystąpić drgawki epileptoidalne. Toksycznie działają występujące w całej roślinie glikozydy: konwolwulina i glukoretyna oraz zawarty głównie w kłączu alkaloid konwolamina. Ze względu na nieprzyjemny smak rośliny rzadko dochodzi do zatruć, także bydła. Poza tym toksyczna jest świeża roślina, a po zasuszeniu już bardzo nieznacznie. Zatrucia zdarzają się w przypadku świń zjadających mięsiste kłącza. U zwierząt w takich przypadkach występują biegunki, nadmierna pobudliwość, w końcu wystąpić może także porażenie ośrodkowego układu nerwowego. Z drugiej strony niektóre źródła podkreślają to, że kłącza kielisznika są chętnie i często zjadane przez świnie bez wyraźnej szkody (m.in. według Krzysztofa Kluka korzeń świniom jest ulubiony).

## Ekologia

### Siedlisko

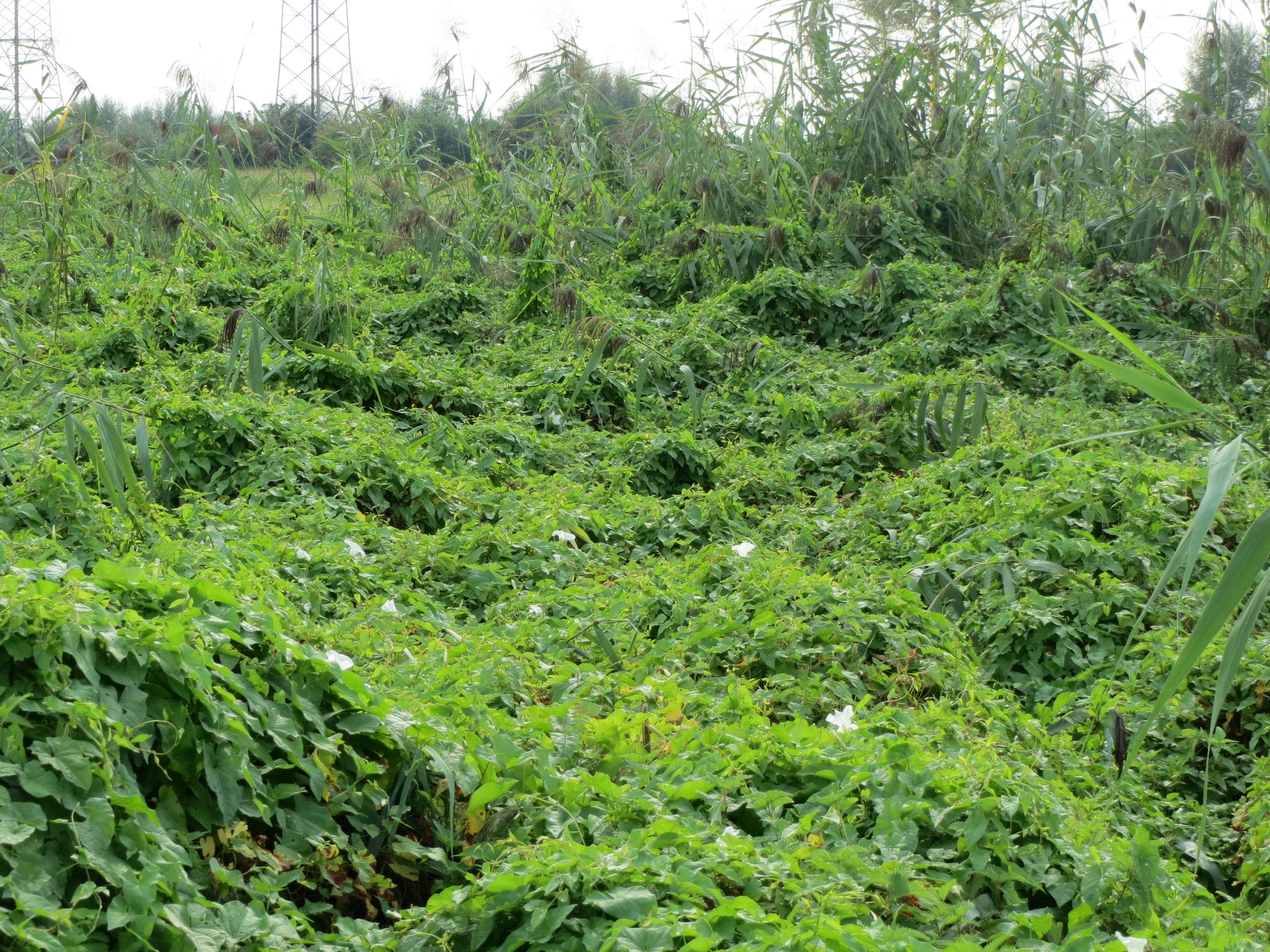
Masowo rosnący kielisznik na skraju szuwaru trzcinowego

Gatunek zasiedla bardzo zróżnicowane siedliska o relatywnie luźnej pokrywie roślinnej, zwłaszcza marginalne, podlegające dynamicznym przekształceniom – brzegi rzek, rowów i stawów, skraje lasów i zarośli, skraje plantacji i ogrody, także żywopłoty, przypłocia i przydroża. Najlepiej rośnie na glebach wilgotnych i mokrych, żyznych, aluwialnych. Toleruje zasolenie gleby i szerokie spektrum zasadowości oraz rodzaje podłoża (od piasków po gliny). Na siedliskach uboższych rozrasta się kłączowo ograniczając wzrost pędów nadziemnych. Ma duże wymagania świetlne, ale dobrze rośnie też w półcieniu. Występuje w szerokim spektrum zmienności warunków klimatycznych w strefie umiarkowanej. Występować może w strefach mrozoodporności od 4 do 8. W perspektywie wieloletniej ustępuje z terenów ulegających sukcesji leśnej i generalnie z terenów, na których pokrywa roślinna jest gęsta i jej wysokość przekracza 3 m. 
W klasyfikacji zbiorowisk roślinnych Europy Środkowej gatunek charakterystyczny dla rzędu Convolvuletalia i związku Senecion fluviatilis. Często rośnie w lasach łęgowych ze związku Salicion albae i szuwarach ze związku Phragmition. Zespoły roślinne z kielisznikiem stanowiące nitrofilne zbiorowiska „welonowe” występujące w kompleksach przestrzennych z zaroślami i lasami aluwialnymi oraz nad brzegami rzek są wskaźnikowe dla siedliska przyrodniczego „ziołorośla górskie (Adenostylion alliariae) i ziołorośla nadrzeczne (Convolvuletalia sepium)” [kod: 6430], wymagającego ochrony w sieci Natura 2000. Sam kielisznik zaroślowy jest gatunkiem charakterystycznym dla ziołorośli niżowych [kod: 6430-3].

### Interakcje międzygatunkowe

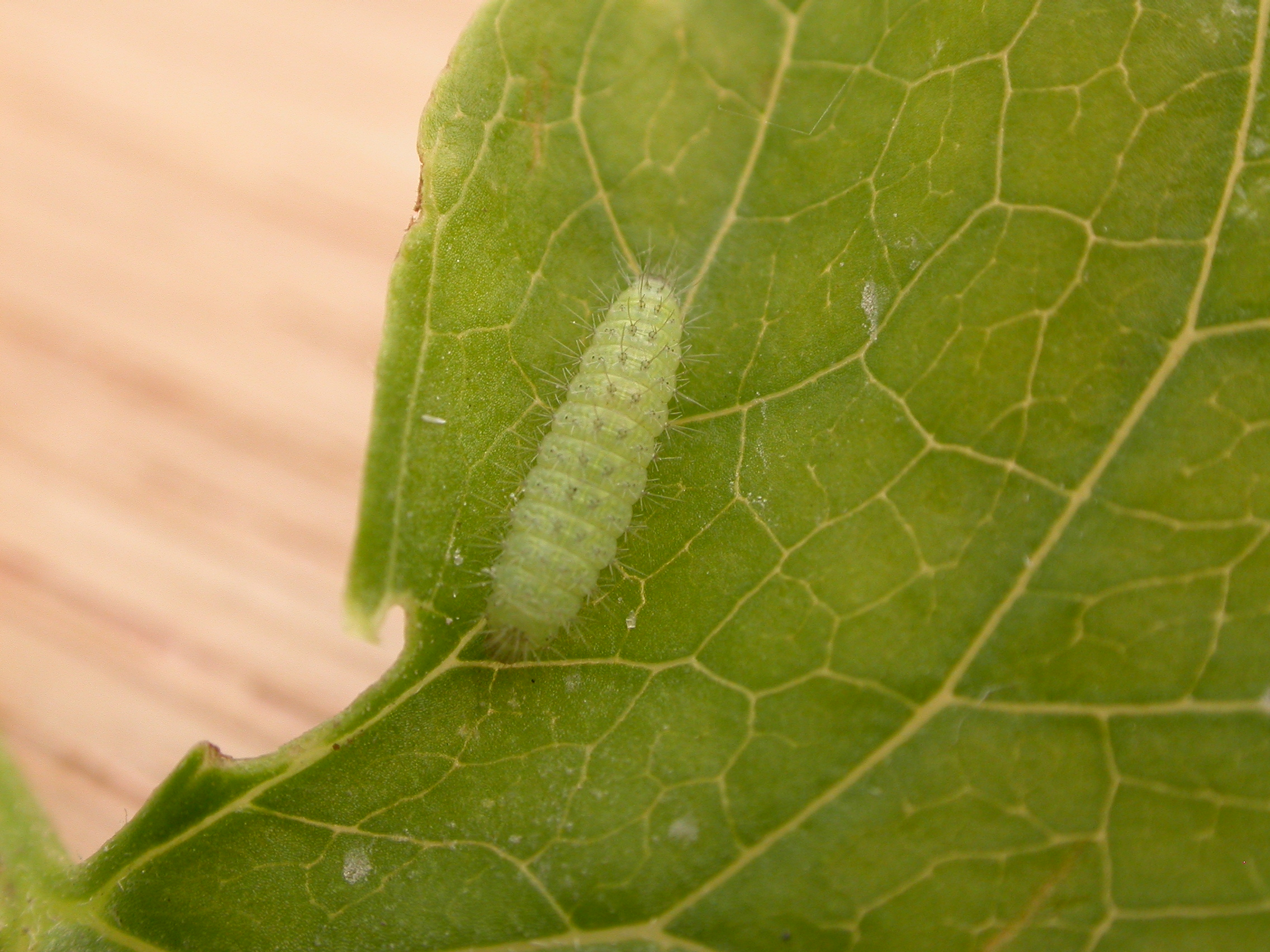
Gąsienica Emmelina monodactyla żerująca na liściu kielisznika

Kielisznik rosnąc w nieprzekształconych, półnaturalnych i naturalnych ekosystemach jest zwykle dość niepozornym ich komponentem. W siedliskach antropogenicznych – w porzuconych ogrodach, na wysypiskach – potrafi być rośliną bardzo ekspansywną. W przypadku wystąpienia zaburzenia pokrywy roślinnej (np. wiatrował, zdarcie darni przez wody powodziowe lub będące skutkiem działalności człowieka), kielisznik potrafi pokryć taki teren w ciągu paru miesięcy. Kielisznik zaroślowy należy do nielicznych gatunków aluwialnych, które nie ustępują w wyniku inwazji tych siedlisk w Europie przez rdestowce Reynoutria.
Jest rośliną żywicielską dla larw motyli: piórolotek zwyczajny, piórolotek pięciopiór, Emmelina argoteles, Aedia funesta, niedźwiedziówka kaja, Euplexia lucipara, Helcystogramma triannulella, Lacanobia oleracea, Tyta luctuosa. Na roślinie żerują poza tym także m.in. chrząszcze Longitarsus rubiginosus, Megacerus discoidus, Galeruca rufa oraz roztocze Aceria malherbae. Nektar wydzielany w kwiatach kielisznika bywa zbierany, poza zapylaczami, także przez mrówki – wścieklice zwyczajne. Pyłek stanowi z kolei pożywienie dla owadów z rodzaju Thrips (wciornastki).  
Między innymi na kieliszniku zaroślowym stwierdzono Hyalesthes obsoletus (piewik) będącego wektorem fitoplazmy powodującej żółtaczkę winorośli, najbardziej problematyczną w zachodniej Europie w XXI wieku (określaną jako 'bois noir' – BN).
Na kieliszniku rozwijają się takie grzyby jak: Erysiphe convolvuli (mączniakowate), Thecaphora seminis-convolvuli (Urocystidales; anamorfa powoduje zgrubienie i skrócenie nitek pręcików), Septoria convolvuli (Mycosphaerellaceae; na porażonych liściach rozwijają się wgłębione, brązowe pyknidia), Stagonospora calystegiae (Phaeosphaeriaceae; na porażonych liściach rozwijają się wgłębione, jasne pyknidia), Puccinia convolvuli (Pucciniaceae; na liściach rozwijają się skupione pyknidia, koliste uredinia i telia), Ramularia sepium (Mycosphaerellaceae), Fusicladium convolvularum (Pseudosphaeriales), Ascochyta calystegiae (Pleosporales), Thecaphora seminis-convolvuli (Urocystidales; pasożytują na nasionach w owocach).

## Taksonomia i zmienność

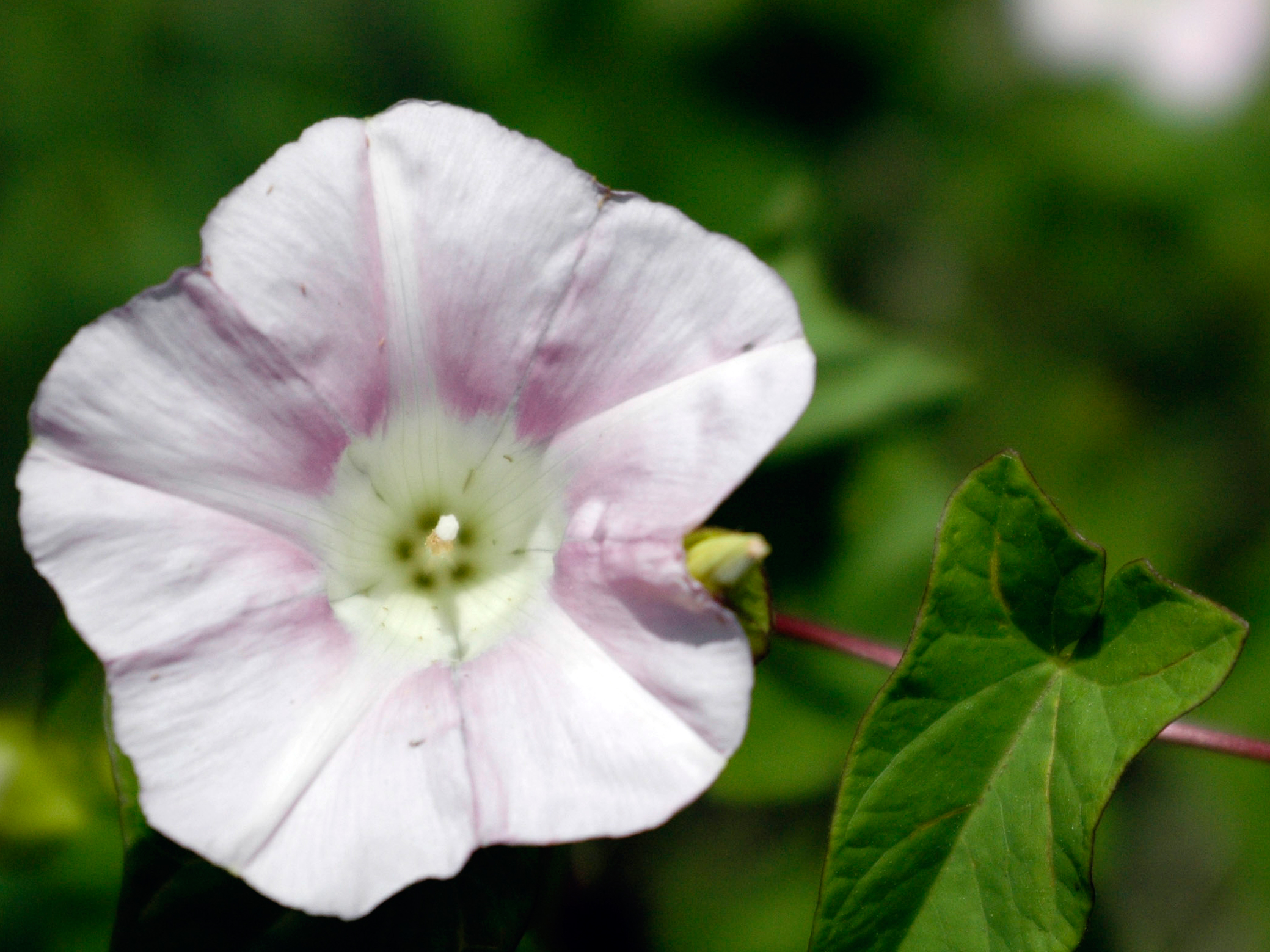
C. sepium ssp. americana

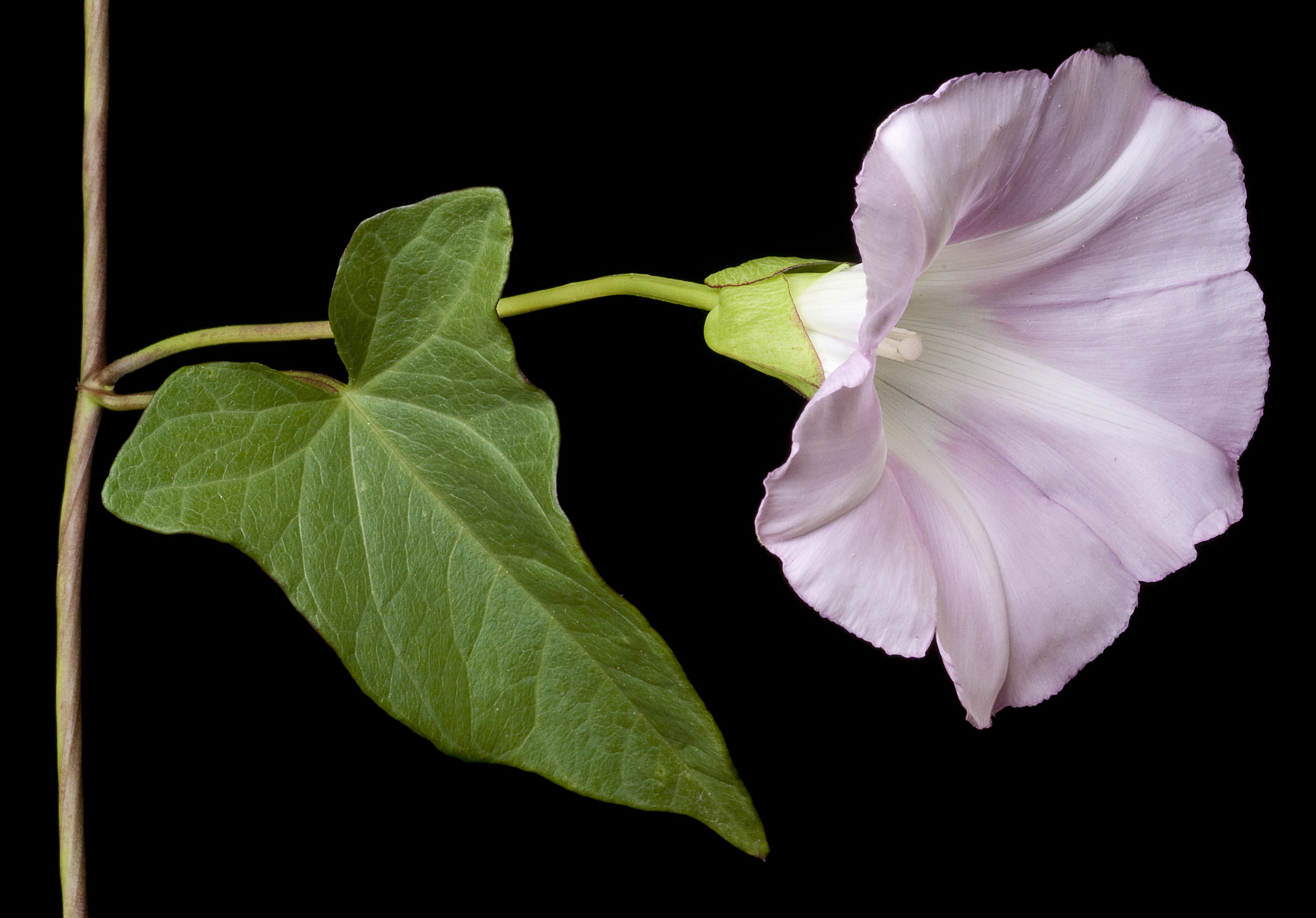
C. sepium ssp. roseata

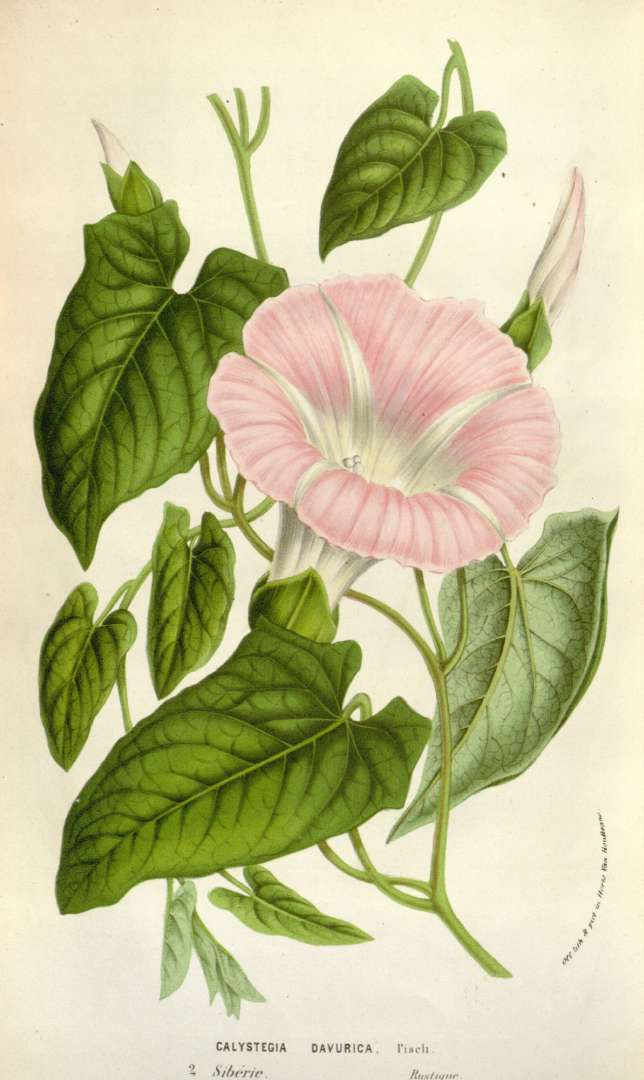
C. sepium ssp. spectabilis

W dawniejszych ujęciach, jeszcze z czasów przed Karolem Linneuszem, gatunek opisywany był zwykle jako Convolvulus major, ew. Velubilis major. Linneusz opisał ten gatunek jako Convolvulus sepium w Species Plantarum w 1753. Autorem uznawanego współcześnie ujęcia taksonomicznego gatunku jest Robert Brown, który opisał takson w ramach rodzaju Calystegia w 1810 roku w pracy Prodromus Florae Novae Hollandiae et Insulae Van Diemen.
W obrębie rodzaju kielisznik Calystegia bardzo trudno o jednoznaczne wyróżnienie gatunku (poza wyraźnie odrębnym Calystegia soldanella). Powszechne jest występowanie roślin o cechach pośrednich tam, gdzie nakładają się zasięgi różnych taksonów. W obrębie gatunku Calystegia sepium duża zmienność występuje zwłaszcza w odniesieniu do takich cech jak: kształt liścia, długość ogonka, wielkość i barwa kwiatów oraz długość pręcików. Kluczowe dla taksonomii gatunku (i całego rodzaju) były prace Richarda K. Brummitta, który w latach 60. XX wieku spowodował w ogóle definitywne uznanie rodzaju Calystegia za odrębny od Convolvulus i w kolejnych pracach ustalił taksonomię rodzaju i podział C. sepium na podgatunki. Jego klasyfikacja przyjmowana jest we Flora Europaea, jest on też współautorem ujęcia rodzaju i gatunku we Flora of China oraz Flora of North America.
W obrębie gatunku Calystegia sepium wyróżnia się 9 podgatunków; typowy ssp. sepium oraz ssp. roseata występują w Europie (ten drugi też na półkuli południowej), niejasny jest status na tym kontynencie ssp. spectabilis, rodzimego na pewno w Azji Wschodniej, w Ameryce Północnej rośnie 6 podgatunków (przy czym ssp. americana obecny jest także na europejskich Azorach) oraz introdukowany tam ssp. sepium.
Poza podgatunkiem typowym (subsp. sepium) wyróżnia się:
- C. sepium subsp. americana (Sims) Brummitt (syn.: C. sepium var. americana (Sims) Kitagawa; Convolvulus americanus (Sims) Greene; Convolvulus sepium L. var. americanus Sims[45]) – roślina naga, rzadko owłosiona[45] lub krótko omszona, korona różowa, do 5–7 cm długości, liście szeroko trójkątne[22], nasada z wcięciem V-kształtnym[46]. Występuje w Ameryce Północnej (południowa Kanada, środkowa i wschodnia część USA)[44] oraz na Azorach[43].
- C. sepium subsp. angulata Brummitt (syn.: C. sepium (L.) R.Brown var. angulata (Brummitt) N.Holmgren; C. sepium (L.) R.Brown var. repens (L.) Gray; Convolvulus repens L.) – roślina naga, klapy przynasadowe liści często z 1-2 ząbkami[22], nasada z wcięciem U-kształtnym[46], korona biała, podkwiatki o szerokości 10–18 mm, rzadko zachodzące na siebie[22]. Spotykana na rozległym obszarze USA (bez południowo-zachodnich krańców) i Kanady[44].
- C. sepium subsp. appalachiana Brummitt – roślina naga, klapy przynasadowe liści często z 1-2 ząbkami, kwiaty różowe, przykwiatki o szerokości 14−26 mm, często zachodzące na siebie. Rośnie w Appalachach od Tennessee po Kanadę[22] oraz w rejonie Wielkich Jezior[44].
- C. sepium subsp. binghamiae (Greene) Brummitt – rośliny nagie lub rzadko owłosione, kwiaty białe, przykwiatki szerokości 8–12 mm, wcięcie u nasady liścia szeroko zaokrąglone[47]. Podgatunek endemiczny dla Kalifornii[44]. Rośnie na mokradłach na wybrzeżu pacyficznym oraz na brzegach rzek[47].
- C. sepium subsp. erratica Brummitt – przykwiatki w jednym okółku z działkami, w efekcie kwiat widziany z boku zdaje się mieć 3–4 przykwiatki; wcięcie u nasady liścia bardzo wąskie, korona różowa[22]. Występuje w północno-wschodnich USA, we wschodniej Kanadzie oraz w Oregonie[44].
- C. sepium subsp. limnophila (Greene) Brummitt (syn.: C. limnophilus Greene; C. nashii House; C. sepium L. f. nashii (House) Tyron) – roślina krótko omszona, klapy przynasadowe liści całobrzegie, blaszka wąsko trójkątna do równowąskiej, korona biała, osiąga 5–7 cm długości. Rośnie w południowo-wschodnich USA (od Karoliny Północnej po Florydę i Teksas oraz w Kalifornii i przyległej części Meksyku)[22].
- C. sepium subsp. roseata Brummitt – kwiaty różowe[21], blaszka liściowa z obu stron krótko owłosiona; rzadko owłosiona jest także łodyga (przynajmniej w części szczytowej) oraz ogonki liściowe. Takson występuje wzdłuż wybrzeży atlantyckich w zachodniej Europie[19] oraz na półkuli południowej[48].
- C. sepium subsp. spectabilis Brummitt (C. dahurica (Herbert) G.Don; C. sepium (L.) R.Brown var. integrifolia Liou & Ling; Convolvulus dahuricus Herbert) – blaszka liściowa u nasady zaokrąglona[21], przykwiatki nieco dęte u nasady i zachodzące na siebie, korona różowa, do 6,5 cm długości[49]. Rośnie dziko w Chinach, Japonii i na Dalekim Wschodzie w Rosji[49]. W Polsce bywa uprawiany[7], zarejestrowany jako zdziczały w Skandynawii, ale prawdopodobnie ulega naturalizacji także i gdzie indziej[43].

Wyróżniany czasem C. sepium (L.) R.Br. subsp. baltica Rothm. (na podstawie zaróżowionej korony, wąskolancetowatego kształtu działek i ich orzęsienia) uznawany jest we Flora Europaea za synonim podgatunku typowego. Z kolei C. sepium (L.) R.Br. subsp. pulchra (Brummitt & Heywood) Tutin to synonim Calystegia pulchra Brummitt & Heywood, a C. sepium (L.) R.Br. subsp. silvatica (Kit.) Batt. to synonim C. silvatica (Kit.) Griseb.
Dodatkowo w obrębie podgatunku typowego występującego w Polsce wyróżniono kilka form:
- f. silvatica Beck – o zaokrąglonych klapach przynasadowych liścia,
- f. rosea Choisy – o kwiatach zaróżowionych lub różowoczerwonych,
- f. dumetorum Posp. – o szypułkach znacznie dłuższych od liści – osiągających do 15 cm długości, z podkwiatkami szerokojajowatymi, na brzegu karbowanymi, o koronie mniejszej, do 2 cm szerokości.

Gatunek Calystegia sepium tworzy mieszańce z kielisznikiem leśnym C. silvatica (Kit.) Griseb. (C. × lucana Tenore G. Don), z Calystegia pulchra Brummitt & Heywood, z Calystegia pellita w obszarach nakładania się zasięgów tych gatunków – we wschodniej części Ameryki Północnej oraz w Chinach i na Dalekim Wschodzie. W północnej Korei i Japonii C. sepium subsp. spectabilis miesza się z Calystegia pubescens.

## Nazewnictwo
Gatunek w piśmiennictwie polskim znany jest pod wieloma nazwami ludowymi i historycznymi. U Marcina z Urzędowa (XVI wiek) opisywany był jako: dzwonki, lilia, powoy płotowy. U innych autorów i później: lilia płotowa, powój płotowy, powojnik, wilec, wilec powój. Na Kaszubach – pòwijôcz. Jeszcze w I połowie XX wieku w piśmiennictwie botanicznym gatunek określany był jako powój zaroślowy, powój wielki, powojnik i powój płotowy. Nazwa „kielisznik” dla rodzaju Calystegia pojawiła się w publikacjach z lat 80. XIX w. Poza tym rodzaj opisywano także jako: pleść, powojec, rożywój i wilec. W kluczu Rośliny polskie wydanym w 1924 pod red. Władysława Szafera, Stanisława Kulczyńskiego i Bogumiła Pawłowskiego gatunek opisany jest w oddzielnym niż powój rodzaju – kielisznik z nazwą naukową Volvulus sepium, jako kielisznik zaroślowy. Kolejne wydania tego klucza spopularyzowały tę nazwę i od drugiej połowy XX wieku w zasadzie już tylko ona jest w użyciu.
Nazwa naukowa rodzaju Calystegia pochodzi ze złożenia (opisywanego jako „niezbyt udane”) greckich słów: kályx (=kielich kwiatu) i stége (=pokrycie, dach). Nazwa zainspirowana została okryciem kielicha przez podkwiatki. Nazwa gatunkowa sepium to dopełniacz od łacińskiego słowa sepes (=płot) i znaczy „płotowy”.

## Zastosowanie
Kłącze wykorzystywane było w medycynie ludowej jako środek silnie przeczyszczający. Ze względu na trudny do kontrolowania i przewidzenia skutek przeczyszczający – takie zastosowanie kielisznika jest opisywane jako niebezpieczne i w lecznictwie współczesnym w efekcie roślina ta nie jest wykorzystywana. Roślina ma także łagodne działanie moczopędne. Kielisznik działać miał napotnie po spożyciu wina gotowanego z jego kłączem. Dodawano go także do kąpieli w celu uśmierzenia bóli podczas kamicy.
Mimo że roślina ma działanie przeczyszczające, przegotowane kłącza kielisznika miały być spożywane w Chinach. Według niektórych źródeł spożywać można także przegotowane łodygi oraz młode pędy. Walorem kulinarnym jest przyjemny, słodki smak oraz duża wartość odżywcza ze względu na znaczny udział cukrów i skrobi. Podkreśla się konieczność zachowania ostrożności ze względu na działanie przeczyszczające, w tym wskazane jest unikanie regularnego spożywania.
Pędy kielisznika są elastyczne i mocne – mogą być w razie potrzeby użyte do wiązania, ale wadą ich jest krótkotrwałość. 
Czasem, zwłaszcza wyróżniający się większymi i zaróżowionymi kwiatami podgatunek wschodnioazjatycki C. sepium subsp. spectabilis, bywa uprawiany jako roślina ozdobna. Rośnie dobrze na stanowiskach słonecznych w ziemi ogrodowej, ale łatwo staje się inwazyjny i trudny do zwalczenia. Wspinając się na sąsiednie rośliny tłumi ich wzrost.

## Kielisznik jako chwast i jego zwalczanie
Kielisznik bywa problematycznym chwastem, zwłaszcza w ogrodach, w uprawach kukurydzy, w winnicach oraz w plantacjach odroślowych topoli. Wkracza na uprawy zwykle z przylegających miedz i rowów, zarastając najczęściej ich skraje o szerokości do kilkunastu metrów. W przypadku masowego wystąpienia może powodować duże straty, z wylegiwaniem roślin uprawnych i uniemożliwieniem zbioru plonu włącznie. Problematyczność tego gatunku wiąże się też z małą skutecznością jego chemicznego i mechanicznego zwalczania. Rośliny uszkodzone mechanicznie łatwo odrastają, stosunkowo największy efekt ma zwalczanie mechaniczne realizowane w czasie, gdy pędy mają 5–6 liści. Z kolei środki chemiczne powodować mogą zamieranie pędów, jednak nie szkodzą zwykle istotnie organom podziemnym. Wyjątkiem o skuteczniejszym działaniu są działające układowo (wnikające do tkanek roślinnych) związki z grupy regulatorów wzrostu. Skuteczne w zwalczaniu kielisznika jest też podsiewanie upraw, na których ten gatunek jest problematyczny, koniczyną łąkową (znacząco redukuje to biomasę gatunku niepożądanego). W uprawach kukurydzy z powodzeniem także zwalczano kielisznika biologicznie z użyciem patogennego grzyba Stagonospora convolvuli. W Ameryce Północnej rozważano także użycie do zwalczania biologicznego tego gatunku chrząszcza Megacerus discoidus.